# ماسیمیلیانو کارلینی
ماسیمیلیانو کارلینی (انگلیسی: Massimiliano Carlini؛ زادهٔ ۲۰ اوت ۱۹۸۶) بازیکن فوتبال اهل ایتالیا است.
از باشگاه‌هایی که در آن بازی کرده‌است می‌توان به باشگاه فوتبال کرمونزه، باشگاه فوتبال فروزینونه، و باشگاه فوتبال سورنتو کالچو اشاره کرد.